# Molí de Xixons
El Molí de Xixons és un molí fariner que forma part de l'Inventari del Patrimoni Arquitectònic Català de Riner (Solsonès).

## Descripció

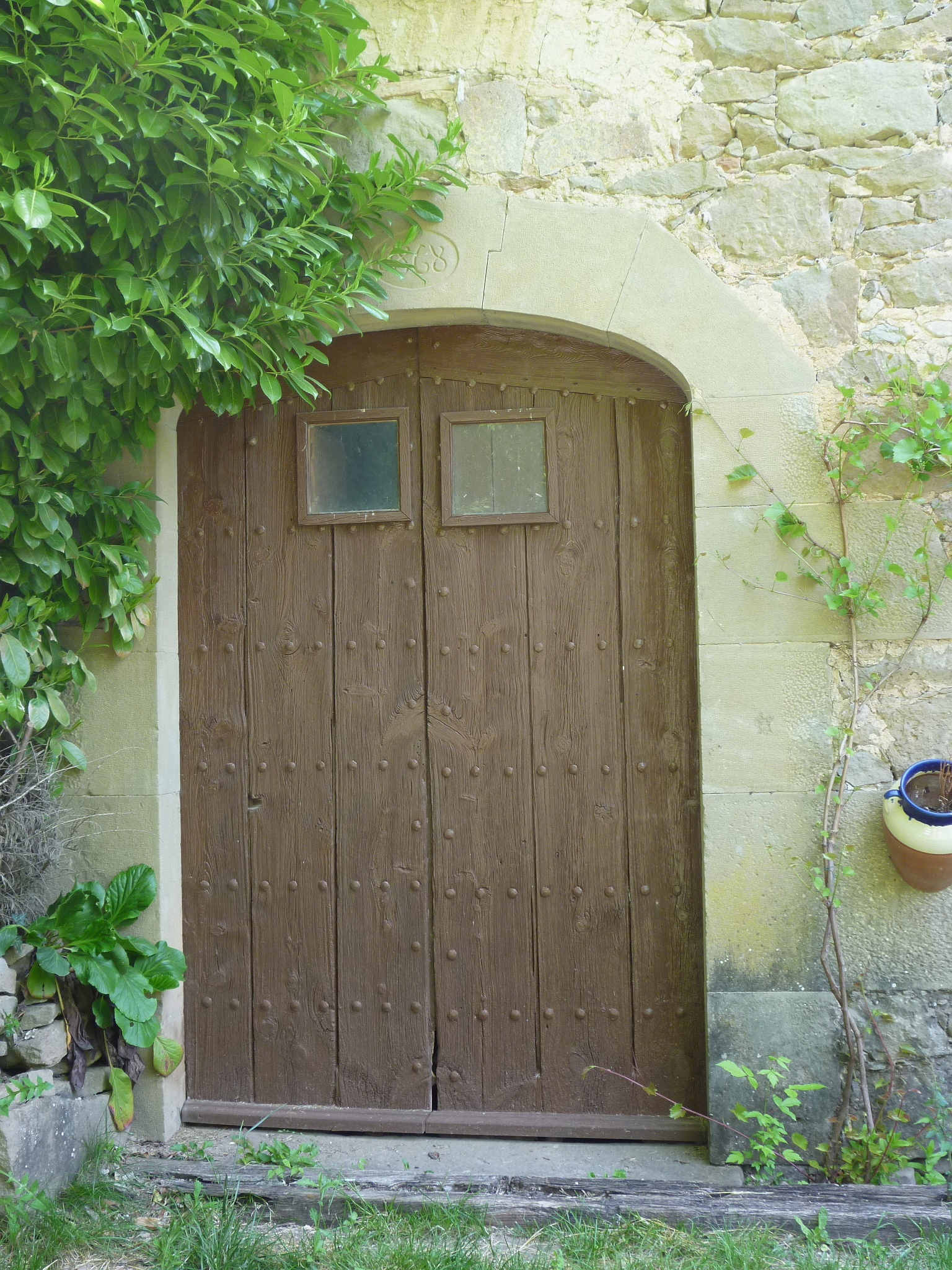
Portal

Antic molí de farina, de planta rectangular, orientat nord-sud i amb teulada a doble vessant. El vessant nord és més llarga que la sud. Porta a la façana principal amb arcada i petites obertures. En el parament s'hi veuen dues construccions diferents: una de més primitiva i l'altre més posterior. En la part primitiva, el tipus de construcció és a partir d'un parament de pedres irregulars i sense tallar, excepte a la cantonada. En la part posterior, parament de pedres irregulars i en filades.

### Notícies històriques
Molí de farina que pertany al conjunt de molins situats a tot el llarg de la vall del riu Cardener, prop del molí de la Ribera. Aquest molí, pertany a la masia de Xixons, monumental masia amb restes de fortificació, documentada al segle xvi. Anteriorment aquest molí havia sigut dels vescomtes de Cardona, igual que tots els altres molins del Cardener i també hi havia tingut drets l'església de Santa Maria de Solsona.